# Marius Dufresne
Pour les articles homonymes, voir Dufresne.
Marius Dufresne (né le 8 septembre 1883 et mort le 26 juillet 1945) est un ingénieur, architecte et entrepreneur québécois.

## Biographie
Marius Dufresne naît à Pointe-du-Lac le 8 septembre 1883.
Il complète sa formation à l'École Polytechnique affilié à l'Université Laval de Montréal. Il passe ensuite un an à travailler dans l'atelier de chemin de fer de Longue-Pointe (Montréal) avant de devenir associé dans la firme Lacroix & Piché. Il devient par la suite ingénieur pour la Cité de Maisonneuve de 1910 à 1918. Il y exécute les plans de plusieurs bâtiments publics de la Cité.

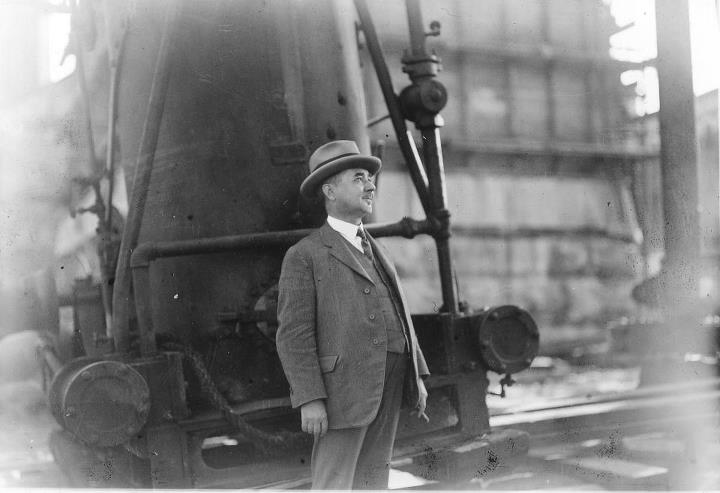
Oscar Dufresne (entre 1925 et 1930), sur le chantier du Pont Jacques-Cartier.

Il fonde, avec son frère Oscar, la Dufresne Construction Company puis en 1938, la Dufresne Engineering Company. Cette dernière compagnie construit (entre autres) les ponts Sainte-Anne, Sainte-Rose, Pie-IX, Viau et participe à la construction du pont Jacques-Cartier. Entre 1915 et 1918, les frères Dufresne se font construire le Château Dufresne. Le milieu montréalais a longtemps pensé que c'était lui qui avait fait les plans du château.
Marius Dufresne est aussi l'architecte des bâtiments suivants : 
- le marché Maisonneuve (1914)
- le bain public et gymnase de Maisonneuve (sur l'avenue Morgan, que l'on appelle aussi bain Morgan), construit en 1914 pour remédier aux problèmes d’hygiène de l’époque. D’inspiration antique, ce monument, qui se veut une reproduction de la station centrale de train de New York, a coûté une fortune à la jeune ville de Maisonneuve.
- la caserne Letourneux (ou caserne No. 1), construite en 1912

Marius Dufresne meurt accidentellement à Sainte-Rose (Laval) le 26 juillet 1945, alors qu'il surveille les travaux de construction du pont de Sainte-Rose-Laval. Sa sépulture est située dans le cimetière Notre-Dame-des-Neiges, à Montréal.

## Honneurs
La rue Marius-Dufresne de Montréal honore sa mémoire, tout comme le pont Marius-Dufresne, qui relie Laval à Rosemère en enjambant la rivière des Mille-Îles.